# Culex akritos
Culex akritos är en tvåvingeart som beskrevs av Oswaldo Paulo Forattini och Sallum 1995. Culex akritos ingår i släktet Culex och familjen stickmyggor. Inga underarter finns listade i Catalogue of Life.